# Hymenochaete pellicula
Hymenochaete pellicula är en svampart som beskrevs av Berk. & Broome 1875. Hymenochaete pellicula ingår i släktet Hymenochaete och familjen Hymenochaetaceae.   Inga underarter finns listade i Catalogue of Life.